# Ernst Malachowski
Ernst Malachowski (ur. 12 marca 1857 w Strzelnie, zm. 7 marca 1934 we Wrocławiu) – niemiecki lekarz.
Syn kupca Abrahama Malachowskiego (1811–1896) i jego drugiej żony Rosalin Jaffe (1830–1895). Uczęszczał do szkoły i gimnazjum w Poznaniu. Od 1876 do 1881 studiował na Uniwersytecie we Wrocławiu. Od 1882 lekarz asystent chorób wewnętrznych w Szpitalu Wszystkich Świętych we Wrocławiu. Następnie prowadził prywatną praktykę we Wrocławiu, wspólnie z Bielschowskym kierował polikliniką przy Gartenstraße. W 1909 otrzymał tytuł radcy sanitarnego.
Żonaty z Hedwig Salomonsohn (1872–1942), mieli sześcioro dzieci.
Niezależnie od Romanowskiego udoskonalił metodę barwienia Chęcińskiego, polegającą na jednoczesnym użyciu eozyny Y i błękitu metylenowego.

## Wybrane prace
- Versuch einer Darstellung unserer heutigen Kenntnisse in der Lehre von der Aphasie. Samml. klin. Vortr., 1888
- Beitrag zur Kenntniss der Nebenwirkungen des Jod (Jodkali), 1889
- Zur Therapie des Jodismus. Jahrsb. d. schles. Gesellsch. f. vaterl. Kult. 1899
- Zur Morphologie des Plasmodium malariæ. Centralbl. f. klin. Med. 12, s. 601-603, 1891